# Přepadení celnice v Habarticích
Přepadení celnice v Habarticích, hraniční obci ve Frýdlantském výběžku na severu tehdejšího Československa, byla teroristická akce provedená během ranních hodin dne 21. září 1938 příslušníky sudetoněmeckého Freikorpsu. Událost patřila k uměle vyvolaným nepokojům v českém pohraničí naplánovaným jako reakce na projev Adolfa Hitlera o utlačování německé menšiny v Československu, pronesený 12. září 1938 na sjezdu Národně socialistické německé dělnické strany (NSDAP).
Celá akce začala večer 20. září, kdy do Seidenbergu (dnes Zawidówa), s nímž Habartice bezprostředně sousedí, přijeli v nákladních automobilech muži, kteří se schovali ve zdejší továrně. Krátce po půlnoci pak ozbrojeni přešli státní hranici a zaútočili na habartickou celnici. Tu bránilo osmnáct mužů. Přestože Němci postupně zaútočili ve čtyřech vlnách, nepodařilo se jim budovu dobýt. Nad ránem pak ještě dorazily jednotky československého vojska a policie povolané na pomoc z Frýdlantu a z Liberce, ale to již útočníci ustupovali. Na straně Freikorpsu byli tři mrtví a šestnáct zraněných, na české straně si přepadení vyžádalo čtyři zraněné, z toho jednoho těžce.

## Situace před přepadením
Habartice byly obcí na československo-německé (dnes česko-polské) státní hranici, která je zde tvořena Kočičím potokem. Přímo na československou obec navazovalo za hranicemi město Seidenberg (dnes Zawidów). Habartická celnice sídlila v objektu čp. 32, což je patrový zděný dům s polovalbovou střechou stojící východně od silnice I/13 ve vzdálenosti asi 200 metrů od hraničního přechodu. Celnici bránilo družstvo Stráže obrany státu (SOS) číslo 125 čítající 22 mužů, z nichž bylo 14 příslušníků finanční stráže (podle jiných zdrojů se jednalo o oddíl číslo 126 mající třináct členů, které během léta 1938 posílili čtyři vojáci z Liberce). Během dne i noci střežily obec hlídky umístěné jednak přímo před celnicí a dále též na významných místech v Habarticích. O několik dní dříve totiž jednotce SOS přišlo varování, že se chystá přepadení zdejší celnice. Několikrát proto byly povolávány z Frýdlantu posily. Ty do Habartic přijely vždy navečer, strávily zde noc a ráno odjížděly zpět do Frýdlantu. Během nočních výjezdů frýdlantské jednotky však v předchozích dnech k ničemu nedošlo, a proto na noc z 20. na 21. září, kdy k napadení celnice došlo, již nikdo nepřijel. Okna v přízemí objektu a vstup do budovy chránily pytle s pískem, které sem byly umístěny během předchozího dne. V budově samotné se tu noc nacházelo 16 příslušníků družstva. Zbylí hlídkovali v terénu nebo pobývali na blízké četnické stanici.
V předvečer útoku, tedy v úterý 20. září, zhasla neočekávaně v Seidenbergu všechna světla a stejný osud potkal i Habartice, kam také elektrickou energii dodávala elektrárna z Německa. Členové finanční stráže pozorovali za hranicemi v německém městě podezřelý ruch. Ve 22 hodin sem totiž přijelo několik nákladních automobilů, jež přivezly nezjištěný počet mužů, kteří neosvětleným městem přecházeli do továrny poblíž státní hranice. V továrně se sice nesvítilo, ale byl slyšet tlumený hovor mužů a zahlédli též záblesky světla z kapesních svítilen.

## Přepadení
V průběhu noci (přibližně ve 3.30 ráno ve středu 21. září) přešla skupina asi sta útočníků přes most na státní hranici ze Seidenbergu do Habartic. Oblečeni byli do plášťů „štikové barvy“, na hlavách měli rakouské přilby a jejich výzbroj tvořily rakouské pušky a násadcové granátomety. Dozorce finanční stráže Ladislav Krásný, jenž právě hlídkoval u hraniční závory, vyzval útočníky česky i německy „Stůj!“. Byl ale napaden palbou jednotky Freikorpsu útočící ze Seidenbergu. Krásný palbu opětoval, zaútočil ručními granáty a začal se stahovat do budovy celnice. V ní se mezitím stačil na případný útok připravit zbytek členů družstva SOS, tedy příslušníků Finanční stráže i vojáků. Venku, blízko budovy celnice, však Krásného zranily do očí střepiny z nepřátelského granátu.
Deset minut po zahájení německého útoku telefonovali členové družstva SOS, kteří se nacházeli v četnické stanici, do Frýdlantu a poté i do Liberce s žádostí o pomoc. V telefonu byla z Habartic zřetelně slyšet prudká palba. Na pomoc proto ihned vyrazil oddíl podporučíka Kreissingera spolu s frýdlantským četnickým pohotovostním oddílem a z Liberce vyrazila četa tančíků, doprovázená oddílem vojáků s obrněným autem od policie.
Krátce po zahájení útoku na habartickou celnici obklíčily jednotky Freikorpsu celou budovu a strhla se prudká přestřelka. Během ní se podařilo ještě dozorci Janu Bednářovi prostřílet se z hlídky do budovy celního úřadu. Utrpěl při tom však lehká zranění. Obránci se bránili střelbou z pušek a vrháním ručních granátů z oken v prvním patře budovy. Jakmile při prvním ataku útočníci neuspěli, připevnili na stěnu přístavku u celnice svazek ručních granátů. Jejich detonace sice zbořila zeď přístavku, ale dále se již útočníci nedostali. Nezdařilo se jim ani vyhodit do povětří vstupní dveře budovy.
Střelba proti celnici byla vedena i z okolních domů. Členové Freikorpsu navíc při dobývání pravděpodobně použili také minomet. Útočníci provedli celkem čtyři vlny ataků po asi 40 mužích, ale ani při jedné z nich neuspěli. Po odražení posledního z útoků se německé jednotky začaly stahovat za Kočičí potok, jenž zde tvoří státní hranici.
Posily z československého vnitrozemí dorazily do Habartic za svítání. Jakmile vyjely jižně od obce z lesa, začal je ohrožovat německý těžký kulomet ostřelující přístupovou silnici. Vojáci se proto museli do obce připlížit příkopem podél cesty a k celnici se dostali kolem šesté hodiny ranní. V té době již Němci kryti palbou z pušek ustupovali zpět. Objekt celnice byl ovšem výrazně poničen. V jeho okolí navíc nezůstalo ani jedno okno vcelku. U celnice se našly čtyři pušky patřící útočníkům a několik nevybuchlých granátů. U zadního rohu budovy byla objevena asi jeden metr hluboká jáma, ve které se nacházela zakrvácená lopata s krumpáčem a asi 30 kilogramů výbušniny svědčící o zabití nebo zranění útočníka, který se umístěním nálože pokoušel vyhodit budovu celnice do povětří.
Přepadení si na československé straně vyžádalo čtyři zraněné. Těžce byl raněn dozorce Ladislav Krásný, jenž přišel o zrak a nevrátila mu ho ani operace, kterou podstoupil v Praze. Další tři příslušníci Finanční stráže (Nebeský, Sovják a Bednář) utrpěli zranění lehká. Útočníci měli ztráty vyšší, a sice tři mrtvé a 16 těžce zraněných.

## Následky přepadení

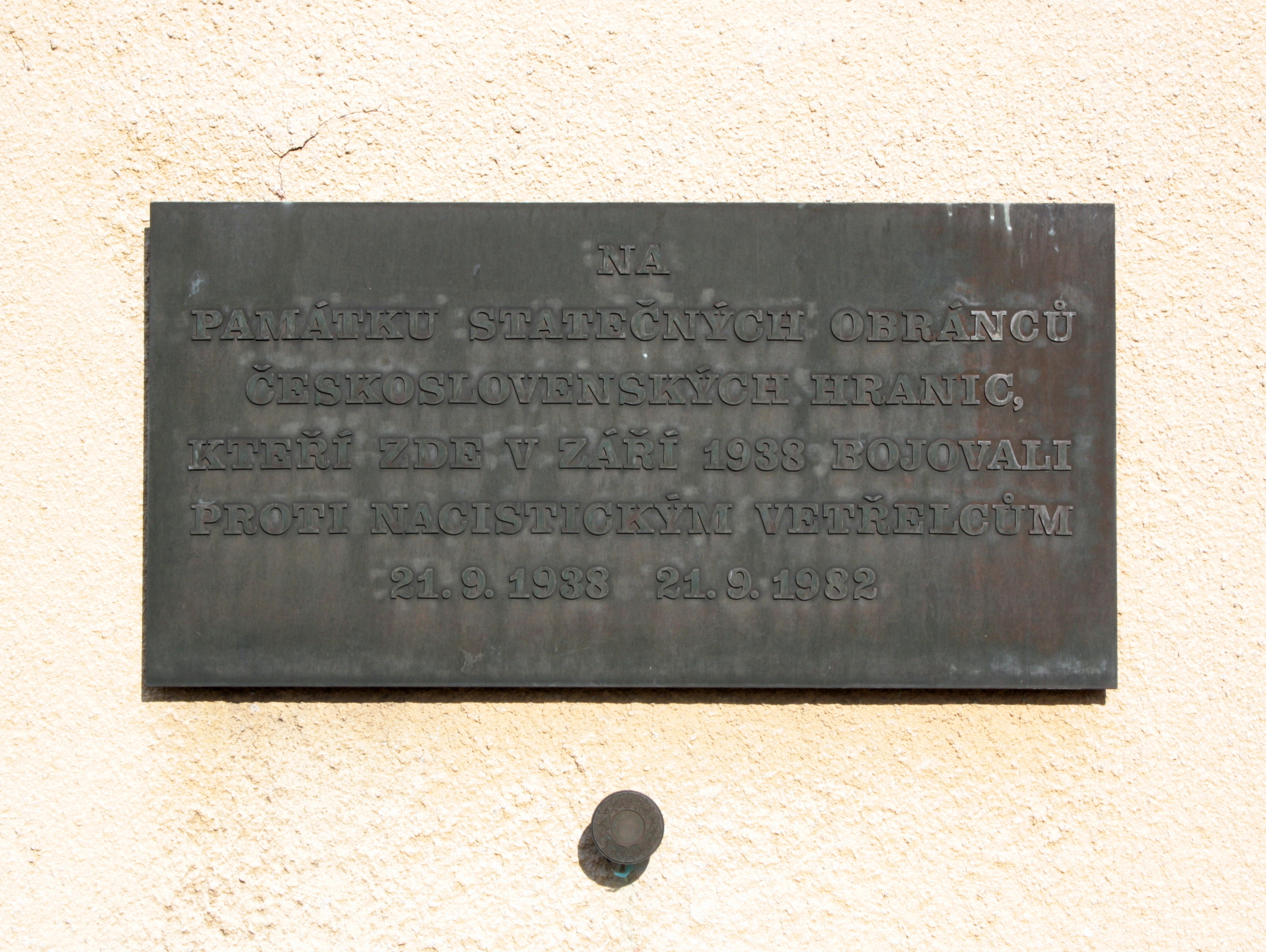
Pamětní deska na celnici

Ještě během dne, kdy došlo k přepadení, byly do habartické celnice dovezeny zásoby střeliva a ručních granátů spolu s pytli plnými písku a místní posádku doplnily čerstvé síly. Téhož dne odpoledne odehráli poblíž státní hranice čeští obránci celnice volejbalové utkání, aby demonstrovali svou neohroženost vůči útočníkům. Někteří z hráčů měli ještě hlavu omotanou zkrvaveným obvazem. Německá agentura Deutsche Nachrichtenbüro o události vydala zprávu, v níž popisovala, že československé komunistické tlupy „Rote Wehr“ zaútočily v síle několika set mužů na uprchlický tábor v Seidenbergu a postřelily při tom dvě osoby těžce a 15 lehce. Jedním ze zraněných měl podle německé agentury být i seidenbergský starosta, jenž v tu chvíli bojoval o život. Ve skutečnosti však rychtář tou dobou pobýval v hostinci, kam si zašel na pivo. Odpoledne toho dne německý celní úřad v Jindřichovicích pod Smrkem provedl evakuaci svých pracovníků z československého území. V reakci na přepadení habartické celnice došlo 21. září večer k vyhlášení stanného práva i v okrese Frýdlant, pod který Habartice spadaly. Následující den – 22. září – přepadl Freikorps Heřmanice a další den pak celnici v Srbské.
Dne 6. prosince 1982 (v roce 44. výročí) byla na budově habartické celnice odhalena pamětní deska a současně proběhla též beseda se třemi obránci celnice – s Ladislavem Krásným, s Františkem Beerem a s Josefem Sivkem. Na desce je napsáno:
Na památku statečných obránců československých hranic, kteří zde v září 1938 bojovali proti nacistickým vetřelcům.
21. 9. 1938
21. 9. 1982

Pravidelně se u budovy celnice konají vzpomínkové akce, které přepadení připomínají. Obráncům celnice Ladislavu Krásnému, Františku Beerovi a Janu Bednářovi udělila obec Habartice v roce 1993 čestné občanství.